# Marco II Pio di Savoia
Marco II Pio di Savoia (... – Carpi o Ferrara, 1493 o 22 marzo 1494) è stato un condottiero e nobile italiano, co-signore di Carpi dal 1446 fino alla sua morte.

## Biografia
Appartenente all'antica famiglia dei Pio di Savoia, era figlio di Giberto II, consignore di Carpi, e di Alda di Aldobrandino da Polenta.
Alla morte del padre, avvenuta il 17 luglio 1446, fu associato alla signoria di Carpi dagli zii Alberto II (m. 1464) e Galasso II (m. 1465), alla morte dei quali subentrarono nel condominio del feudo i suoi cugini, ovvero Lionello I, figlio di Alberto, e i numerosi figli di Galasso. Militò nel 1461 al servizio del duca di Milano Francesco Sforza, che lo inviò a combattere i genovesi, mentre, nel 1483, sarebbe passato al servizio di Ludovico il Moro.
A Carpi, estromessi i cugini galassini dal potere in seguito alla loro presunta complicità in una congiura ordita contro il duca Borso d'Este nel 1469, condivise il potere con il solo Lionello I, alla morte del quale, nel 1477, poté di fatto regnare come unico sovrano durante la minorità del nipote primogenito Alberto III, da lui affidato, per l'educazione, ad Aldo Manuzio in Carpi, e poi inviato a Ferrara ed a Padova. In questo modo lo allontanò dal territorio della signoria prendendo possesso del suo palazzo e dei suoi beni allodiali. Alberto III tuttavia ottenne l'investitura signorile da parte dell'imperatore Federico III e rientrò a Carpi nel 1490.
Alla morte di Marco II nel 1493 o 1494 si aprì una fase di contrasti tra il figlio Giberto III e il già regnante Alberto III, contrasti che sfociarono nel 1496 in una vera e propria guerra civile che determinò l'intervento "pacificatore" del nuovo duca Ercole I d'Este. Sennonché questi, non riuscendo a venire a capo della contesa, ne approfittò per acquisire per sé la metà del feudo spettante a Giberto, e, in cambio, lo investì a sua volta del feudo estense di Sassuolo.

## Discendenza
Sposò Benedetta (?-3 agosto 1503), figlia di Galeotto I del Carretto, marchese di Finale Ligure, e di Vannina Adorno, ed ebbe tredici figli:
- Giberto (1455-1500), consignore di Carpi dal 1494 al 1499 e signore di Sassuolo dal 1499;[1]
- Emilia (?-21 maggio 1528),[1] sposò nel 1487 Antonio da Montefeltro;
- Alda (?-settembre 1527),[1] sposò Giovan Francesco Gambara (?-1511);
- Agnese (?-7 dicembre 1499[1][6]), sposò nel 1486 Francesco Maria Rangoni, conte di Castelcrescente (?-5 ottobre 1511);
- Lucrezia,[1] sposò il conte Michelangelo Scotti;
- Giovanni Ludovico (?-1510),[1] uomo d'armi al servizio degli Sforza prima e delle truppe pontificie poi[7], sposò Graziosa Maggi,[1] dama di corte a Milano, da cui ebbe tre figlie:
  - Maddalena, sposò il conte Guglielmo Malaspina
  - Beatrice, donna di lettere, sposò il 7 gennaio 1518[8] il cavalier Gasparo degli Obizzi (?-1541), poeta e letterato;
  - Ippolita (?-4 maggio 1547), monaca clarissa in Santa Chiara di Carpi dal 1504[9]
- Margherita (?-testò il 20 aprile 1556[10]),[1] sposò verso il 1495 Antonio Maria Sanseverino, marchese di Gualsinara (?-1509);
- Enea (?-21 luglio 1533)[1][11][12], fu governatore di Modena;
- Ercole (?-c. 1510), sacerdote, dottore in legge e autore di Rime[13][1];
- Galeotto (c. 1460-9 agosto 1513),[1] arciprete di Carpi dal 1º luglio 1477, Consigliere ducale e Senatore di Milano dal 18 settembre 1494[14]; ebbe una figlia naturale:
  - Benedetta (?-dopo il 1528)[9], monaca clarissa in Santa Chiara di Carpi
- Ippolita, sposò ... Valperga, nobile piemontese[1];
- Violante (?-dopo il 1528)[9], monaca clarissa in Santa Chiara di Carpi dal 1494[1];
- Smeralda, sposa Ludovico Gozzadini, Conte di Liano.